# Antodice cretata
Antodice cretata là một loài bọ cánh cứng trong họ Cerambycidae.